# Jan Koudelka (politik)
Jan Koudelka (12. března 1889 Žebrák – 29. července 1942 Osvětim) byl československý politik a meziválečný poslanec Národního shromáždění za Československou sociálně demokratickou stranu dělnickou.

## Biografie
Vyučil se valcířem a v mládí se zapojil do sociální demokracie. Založil a redigoval list Berounský obzor. Byl redaktorem časopisu Svoboda, který vycházel v Kladně. Od roku 1911 působil v Kolíně, kde založil list Středočeské hlasy. Po válce se zapojil do politiky. Zasedal v kolínském městském zastupitelstvu. Byl ředitelem a podílníkem Středočeské tiskárny. Zasedal v čele správního výboru Středočeské záložny a byl členem vedení Okresní nemocenské pojišťovny. Zasadil se o výstavbu Lidového domu v Kolíně.
V parlamentních volbách v roce 1920 získal mandát v Národním shromáždění. Obhájil ho v parlamentních volbách v roce 1925 i parlamentních volbách v roce 1929. Podle údajů k roku 1929 byl profesí redaktorem v Kolíně.
Na mandát rezignoval v lednu 1935 kvůli aféře s nákupy pozemků v Kutné Hoře, s čímž nesouhlasilo vedení strany. Na poslaneckém postu ho vystřídal Jaroslav Bouška.
Za nacistické okupace byl aktivní v Petičním výboru Věrni zůstaneme. Byl zatčen. Zemřel v koncentračním táboře Osvětim, kde byl uvězněn jako politický vězeň. Byl ubit nacisty, když se snažil polskému spoluvězni potají dát kousek chleba.